# Comandanți de mari unități din Armata României (1916-1918)
Aceasta este o listă de comandanți ai marilor unități (reprezentate de armate, corpuri de armată, divizii și brigăzi) ale Armatei României în perioada Primului Război Mondial. 
Conform prevederilor legale ale epocii, aceste mari unități trebuiau comandate de generali, doar brigăzile putând fi comandate de colonei. Realitățile războiului au făcut însă ca și unele divizii să fie comandate de colonei, care se remarcaseră prin modul cum și-au condus unitățile în luptă.
Pentru concordanță cu datele menționate în ordinele de numire/eliberare în/din funcție, toate datele sunt pe stil vechi, calendarul oficial în România în timpul Primului Război Mondial.

## Șefi ai Marelui Cartier General
| Gradul                    | Numele                | Perioada                             | Imagine | În memoria istoriei pentru |
| ------------------------- | --------------------- | ------------------------------------ | ------- | -------------------------- |
| General de divizie        | Vasile Zottu          | 15 august 1916 - 25 octombrie 1916   |         |                            |
| General de brigadă        | Dumitru Iliescu       | 25 octombrie 1916 - 5 decembrie 1916 |         |                            |
| General de corp de armată | Constantin Prezan     | 5 decembrie 1916 - 1 aprilie 1918    |         |                            |
| General de divizie        | Constantin Christescu | 7 aprilie 1918 - 28 noiembrie 1918   |         |                            |
| General de corp de armată | Constantin Prezan     | 28 noiembrie 1918 - 20 martie 1920   |         |                            |

Referințe: :p. 173:p. 7:p. 9

## Comandanți de armate

### Comandanți ai Armatei 1
| Gradul             | Numele                | Perioada                              | Imagine | În memoria istoriei pentru |
| ------------------ | --------------------- | ------------------------------------- | ------- | -------------------------- |
| General de divizie | Ioan Culcer           | 15 august 1916 - 11 octombrie 1916    |         |                            |
| General de brigadă | Ioan Dragalina        | 11 octombrie 1916 - 12 octombrie 1916 |         |                            |
| General de brigadă | Nicolae Petala        | 13 octombrie 1916 - 21 octombrie 1916 |         |                            |
| General de brigadă | Paraschiv Vasilescu   | 21 octombrie 1916 - 11 noiembrie 1916 |         |                            |
| General de brigadă | Dumitru Stratilescu   | 13 noiembrie 1916 - 19 decembrie 1916 |         |                            |
| General de divizie | Constantin Christescu | 11 iunie 1917 - 30 iulie 1917         |         |                            |
| General de divizie | Eremia Grigorescu     | 30 iulie 1917 - 1 iulie 1918          |         |                            |

Referințe: :p. 173:p. 13:p. 27

### Comandanți ai Armatei 2
| Gradul             | Numele              | Perioada                               | Imagine | În memoria istoriei pentru |
| ------------------ | ------------------- | -------------------------------------- | ------- | -------------------------- |
| General de divizie | Alexandru Averescu  | 15 august 1916 - 25 august 1916        |         |                            |
| General de divizie | Grigore Crăiniceanu | 25 august 1916 - 25 septembrie 1916    |         |                            |
| General de divizie | Alexandru Averescu  | 25 septembrie 1916 - 27 noiembrie 1917 |         |                            |
| General de divizie | Arthur Văitoianu    | 27 noiembrie 1917 - 1 iunie 1918       |         |                            |

Referințe: :p. 173:p. 13:p. 28

### Comandanți ai Armatei 3
| Gradul             | Numele             | Perioada                            | Imagine | În memoria istoriei pentru |
| ------------------ | ------------------ | ----------------------------------- | ------- | -------------------------- |
| General de divizie | Mihail Aslan       | 15 august 1916 - 25 august 1916     |         |                            |
| General de divizie | Alexandru Averescu | 25 august 1916 - 25 septembrie 1916 |         |                            |

Referințe: :p. 174:p. 13

### Comandanți ai Armatei de Nord
| Gradul             | Numele                | Perioada                            | Imagine | În memoria istoriei pentru |
| ------------------ | --------------------- | ----------------------------------- | ------- | -------------------------- |
| General de divizie | Constantin Prezan     | 15 august 1916 - 9 noiembrie 1916   |         |                            |
| General de divizie | Constantin Christescu | 9 noiembrie 1916 - 1 decembrie 1916 |         |                            |

Referințe: :p. 174:p. 13

## Comandanți de corpuri de armată

### Comandanți ai Corpului I Armată
| Gradul             | Numele              | Perioada                                | Imagine | În memoria istoriei pentru |
| ------------------ | ------------------- | --------------------------------------- | ------- | -------------------------- |
| General de divizie | Ioan Popovici       | 15 august 1916 - 17 septembrie 1916     |         |                            |
| General de brigadă | David Praporgescu   | 17 septembrie 1916 - 30 septembrie 1916 |         |                            |
| General de brigadă | Nicolae Petala      | 30 septembrie 1916 - 12 octombrie 1916  |         |                            |
| General de brigadă | Gheorghe Sănătescu  | 12 octombrie 1916 - 21 octombrie 1916   |         |                            |
| General de brigadă | Nicolae Petala      | 21 octombrie 1916 - 31 octombrie 1916   |         |                            |
| General de brigadă | Dumitru Stratilescu | 1 noiembrie 1916 - 12 noiembrie 1916    |         |                            |
| General de brigadă | Ioan Pătrașcu       | 13 noiembrie 1916 - 23 decembrie 1916   |         |                            |
| General de brigadă | Nicolae Petala      | 29 decembrie 1916 - 21 mai 1918         |         |                            |
| General de brigadă | Ioan Pătrașcu       | 21 mai 1918 - 12 iulie 1918             |         |                            |
| General de divizie | Aristide Razu       | 12 iulie 1918 - 11 noiembrie 1918       |         |                            |

Referințe: :p. 174:p. 18:p. 30

### Comandanți ai Corpului II Armată
| Gradul             | Numele               | Perioada                              | Imagine | În memoria istoriei pentru |
| ------------------ | -------------------- | ------------------------------------- | ------- | -------------------------- |
| General de divizie | Dumitru Cotescu      | 15 august 1916 - 20 noiembrie 1916    |         |                            |
| General de divizie | Constantin Tănăsescu | 20 noiembrie 1916 - 25 decembrie 1916 |         |                            |
| General de brigadă | Eremia Grigorescu    | 25 decembrie 1916 - 28 decembrie 1916 |         |                            |
| General de brigadă | Arthur Văitoianu     | 28 decembrie 1916 - 1 august 1917     |         |                            |
| General de divizie | Gheorghe Văleanu     | 1 august 1917 - 1 august 1918         |         |                            |
| General de divizie | Gheorghe Mărdărescu  | 5 februarie 1918 - 25 mai 1918        |         |                            |
| General de divizie | Ioan Popovici        | 25 mai 1918 - 11 noiembrie 1918       |         |                            |

Referințe: :p. 174:p. 22:p. 30

### Comandanți ai Corpului III Armată
| Gradul             | Numele                | Perioada                           | Imagine | În memoria istoriei pentru |
| ------------------ | --------------------- | ---------------------------------- | ------- | -------------------------- |
| General de divizie | Constantin Tănăsescu  | 15 august 1916 - 20 decembrie 1916 |         |                            |
| General de brigadă | Constantin Iancovescu | 23 decembrie 1916 - 24 iulie 1917  |         |                            |
| General de divizie | Aristide Razu         | 1 august 1917 - 2 septembrie 1917  |         |                            |
| General de divizie | Paraschiv Vasilescu   | 2 septembrie 1916 - 9 iunie 1918   |         |                            |
| General de divizie | Dumitru Stratilescu   | 9 iunie 1918 - 11 noiembrie 1918   |         |                            |

Referințe: :p. 175:p. 26:p. 30

### Comandanți ai Corpului IV Armată
| Gradul             | Numele              | Perioada                             | Imagine | În memoria istoriei pentru |
| ------------------ | ------------------- | ------------------------------------ | ------- | -------------------------- |
| General de divizie | Eremia Grigorescu   | 1 ianuarie 1917 - 11 iunie 1917      |         |                            |
| General de brigadă | Gheorghe Văleanu    | 11 iunie 1917 - 1 august 1917        |         |                            |
| General de divizie | Arthur Văitoianu    | 1 august 1917 - 30 decembrie 1917    |         |                            |
| General de divizie | Dumitru Stratilescu | 30 decembrie 1917 - 3 februarie 1918 |         |                            |
| General de divizie | Ioan Pătrașcu       | 3 februarie 1918 - 21 mai 1918       |         |                            |
| General de divizie | Nicolae Petala      | 21 mai 1918 - 12 iulie 1919          |         |                            |

Referințe: :p. 175:p. 31

### Comandanți ai Corpului V Armată
| Gradul             | Numele              | Perioada                             | Imagine | În memoria istoriei pentru |
| ------------------ | ------------------- | ------------------------------------ | ------- | -------------------------- |
| General de divizie | Gheorghe Georgescu  | 15 august 1916 - 25 august 1916      |         |                            |
| General de brigadă | Gheorghe Burghele   | 25 august 1916 - 27 septembrie 1916  |         |                            |
| General de divizie | Ioan Istrate        | 19 decembrie 1916 - 17 ianuarie 1918 |         |                            |
| General de divizie | Dumitru Stratilescu | 18 ianuarie 1918 - 24 mai 1918       |         |                            |
| General de divizie | Ioan Istrate        | 24 mai 1918 - 1 septembrie 1918      |         |                            |
| General de divizie | Ioan Pătrașcu       | 1 septembrie 1918 - 29 aprilie 1919  |         |                            |

Referințe: :p. 175:p. 35:p. 31

### Comandanți ai Corpului VI Armată
| Gradul             | Numele            | Perioada                            | Imagine | În memoria istoriei pentru |
| ------------------ | ----------------- | ----------------------------------- | ------- | -------------------------- |
| General de brigadă | Gheorghe Văleanu  | 15 august 1916 - 27 septembrie 1916 |         |                            |
| General de divizie | Eremia Grigorescu | 10 iunie 1917 - 30 iulie 1917       |         |                            |
| General de divizie | Ioan Istrate      | 20 ianuarie 1918 - 1 mai 1918       |         |                            |

Referințe: :p. 175:p. 38:p. 32

### Comandanți ai Corpului VII Armată
| Gradul             | Numele     | Perioada                            | Imagine | În memoria istoriei pentru |
| ------------------ | ---------- | ----------------------------------- | ------- | -------------------------- |
| General de divizie | Ioan Rașcu | 15 august 1916 - 27 septembrie 1916 |         |                            |

Referințe: :p. 175:p. 40

## Comandanți de divizii de infanterie

### Comandanți ai Diviziei 1 Infanterie
| Gradul             | Numele              | Perioada                              | Imagine | În memoria istoriei pentru |
| ------------------ | ------------------- | ------------------------------------- | ------- | -------------------------- |
| General de brigadă | Ioan Dragalina      | 15 august 1916 - 11 octombrie 1916    |         |                            |
| General de brigadă | Dumitru Cristu      | 12 octombrie 1916 - 15 octombrie 1916 |         |                            |
| Colonel            | Ioan Anastasiu      | 16 octombrie 1916 - 23 decembrie 1916 |         |                            |
| General de brigadă | Dumitru Stratilescu | 23 decembrie 1916 - 18 ianuarie 1918  |         |                            |
| General de brigadă | Nicolae Mihăescu    | 27 ianuarie 1918 - 28 octombrie 1918  |         |                            |

Referințe: :p. 175:p. 18:p. 33

### Comandanți ai Diviziei 2 Infanterie
| Gradul             | Numele               | Perioada                           | Imagine | În memoria istoriei pentru |
| ------------------ | -------------------- | ---------------------------------- | ------- | -------------------------- |
| General de brigadă | Constantin Manolescu | 15 august 1916 - 20 august 1916    |         |                            |
| General de brigadă | Alexandru Socec      | 20 august 1916 - 25 noiembrie 1916 |         |                            |
| Colonel            | Ștefan Holban        | 23 decembrie 1916 - 5 martie 1917  |         |                            |
| Colonel            | Ioan Vlădescu        | 5 martie 1917 - 5 iunie 1918       |         |                            |
| General de brigadă | Ioan Jitianu         | 15 iunie 1918 - 28 octombrie 1918  |         |                            |

Referințe: :p. 176:p. 20:p. 33

### Comandanți ai Diviziei 3 Infanterie
| Gradul             | Numele               | Perioada                              | Imagine | În memoria istoriei pentru |
| ------------------ | -------------------- | ------------------------------------- | ------- | -------------------------- |
| General de brigadă | Marin Niculescu      | 15 august 1916 - 20 noiembrie 1916    |         |                            |
| Colonel            | Alexandru Mărgineanu | 20 noiembrie 1916 - 28 octombrie 1918 |         |                            |

Referințe: :p. 176:p. 22:p. 34

### Comandanți ai Diviziei 4 Infanterie
| Gradul             | Numele                 | Perioada                               | Imagine | În memoria istoriei pentru |
| ------------------ | ---------------------- | -------------------------------------- | ------- | -------------------------- |
| General de brigadă | Gheorghe Burghele      | 15 august 1916 - 25 august 1916        |         |                            |
| General de brigadă | Grigore Simionescu     | 25 august 1916 - 22 septembrie 1916    |         |                            |
| General de brigadă | Constantin Costescu    | 22 septembrie 1916 - 15 octombrie 1916 |         |                            |
| General de brigadă | Constantin Anastasiade | 15 octombrie 1918 - 23 decembrie 1916  |         |                            |
| General de brigadă | Ioan Ghinescu          | 23 decembrie 1916 - 1 iunie 1918       |         |                            |
| General de brigadă | Marin E. Ionescu       | 1 iunie 1918 - 1 octombrie 1920        |         |                            |

Referințe: :p. 176:p. 24:p. 34

### Comandanți ai Diviziei 5 Infanterie
| Gradul             | Numele              | Perioada                               | Imagine | În memoria istoriei pentru |
| ------------------ | ------------------- | -------------------------------------- | ------- | -------------------------- |
| General de brigadă | Petre Frunză        | 15 august 1916 - 25 august 1916        |         |                            |
| General de brigadă | Alexandru Hartel    | 25 august 1916 - 24 septembrie 1916    |         |                            |
| General de brigadă | Constantin Petala   | 25 septembrie 1916 - 17 octombrie 1916 |         |                            |
| General de brigadă | Aristide Razu       | 23 decembrie 1916 - 29 iulie 1917      |         |                            |
| Colonel            | Toma Lișcu          | 30 iulie 1917 - 2 septembrie 1917      |         |                            |
| General de brigadă | Aristide Razu       | 2 septembrie 1917 - 7 februarie 1918   |         |                            |
| General de brigadă | Constantin Neculcea | 7 februarie 1918 - 25 mai 1918         |         |                            |
| General de brigadă | Ioan Vernescu       | 25 mai 1918 - 28 octombrie 1918        |         |                            |

Referințe: :p. 176:p. 27:p. 35

### Comandanți ai Diviziei 6 Infanterie
| Gradul             | Numele              | Perioada                             | Imagine | În memoria istoriei pentru |
| ------------------ | ------------------- | ------------------------------------ | ------- | -------------------------- |
| General de brigadă | Constantin Costescu | 15 august 1916 - 27 august 1916      |         |                            |
| General de brigadă | Nicolae Arghirescu  | 27 august 1916 - 4 februarie 1918    |         |                            |
| General de brigadă | Gheorghe Dabija     | 4 februarie 1918 - 28 octombrie 1918 |         |                            |
| General de brigadă | Ștefan Holban       | 28 octombrie 1918                    |         |                            |

Referințe: :p. 176:p. 28:p. 36

### Comandanți ai Diviziei 7 Infanterie
| Gradul             | Numele                  | Perioada                             | Imagine | În memoria istoriei pentru |
| ------------------ | ----------------------- | ------------------------------------ | ------- | -------------------------- |
| General de brigadă | Ioan Istrate            | 15 august 1916 - 20 noiembrie 1916   |         |                            |
| Colonel            | Aristide Lecca          | 21 noiembrie 1916 - 3 decembrie 1916 |         |                            |
| Colonel            | Grigore Bunescu         | 3 decembrie 1916 - 12 decembrie 1916 |         |                            |
| Colonel            | Nicolae Rujinschi       | 24 decembrie 1916 - 30 august 1917   |         |                            |
| General de brigadă | Constantin Scărișoreanu | 30 august 1917 - 26 mai 1918         |         |                            |
| General de brigadă | Traian Moșoiu           | 1 iunie 1918 - 11 decembrie 1918     |         |                            |
| General de brigadă | Constantin Neculcea     | 11 decembrie 1918 - 18 aprilie 1919  |         |                            |

Referințe: :p. 177:p. 31:p. 36

### Comandanți ai Diviziei 8 Infanterie
| Gradul             | Numele               | Perioada                              | Imagine | În memoria istoriei pentru |
| ------------------ | -------------------- | ------------------------------------- | ------- | -------------------------- |
| General de brigadă | Ioan Pătrașcu        | 15 august 1916 - 23 decembrie 1916    |         |                            |
| Colonel            | Paul Angelescu       | 23 decembrie 1916 - 30 decembrie 1916 |         |                            |
| Colonel            | Alexandru D. Sturdza | 4 ianuarie 1917 - 20 ianuarie 1917    |         |                            |
| General de brigadă | Ioan Pătrașcu        | 21 ianuarie 1917 - 3 februarie 1918   |         |                            |
| General de brigadă | Iacob Zadik          | 28 octombrie 1918                     |         |                            |

Referințe: :p. 177:p. 32:p. 37

### Comandanți ai Diviziei 9 Infanterie
| Gradul             | Numele                  | Perioada                               | Imagine | În memoria istoriei pentru |
| ------------------ | ----------------------- | -------------------------------------- | ------- | -------------------------- |
| General de brigadă | Ioan Basarabescu        | 15 august 1916 - 30 august 1916        |         |                            |
| General de brigadă | Nicolae Petala          | 30 august 1916 - 30 septembrie 1916    |         |                            |
| Colonel            | Ștefan Holban           | 30 septembrie 1916 - 13 octombrie 1916 |         |                            |
| General de brigadă | Constantin Scărișoreanu | 13 octombrie 1916 - 30 august 1917     |         |                            |
| General de brigadă | Nicolae Rujinschi       | 30 august 1917 - 24 mai 1918           |         |                            |
| General de brigadă | Constantin Scărișoreanu | 27 mai 1918 - 2 iulie 1918             |         |                            |
| General de brigadă | Alexandru Anastasiu     | 3 iulie 1918 - 1 august 1919           |         |                            |

Referințe: :p. 177:p. 40:p. 37

### Comandanți ai Diviziei 10 Infanterie
| Gradul             | Numele                    | Perioada                              | Imagine | În memoria istoriei pentru |
| ------------------ | ------------------------- | ------------------------------------- | ------- | -------------------------- |
| General de brigadă | Arthur Văitoianu          | 15 august 1916 - 16 octombrie 1916    |         |                            |
| General de brigadă | Emanoil Manolescu Mladian | 16 octombrie 1916 - 25 octombrie 1916 |         |                            |
| Colonel            | Ioan Ghinescu             | 25 octombrie 1916 - 3 noiembrie 1916  |         |                            |
| General de brigadă | Constantin Costescu       | 3 noiembrie 1916 - 23 noiembrie 1916  |         |                            |
| Colonel            | Henri Cihoski             | 1 ianuarie 1917 - 13 decembrie 1918   |         |                            |
| General de brigadă | Constantin Șerbescu       | 13 decembrie 1918 - 11 ianuarie 1919  |         |                            |
| General de brigadă | Ioan Ghinescu             | 11 ianuarie 1919 - 1 mai 1920         |         |                            |

Referințe: :p. 177:p. 35:p. 38

### Comandanți ai Diviziei 11 Infanterie
| Gradul             | Numele            | Perioada                              | Imagine | În memoria istoriei pentru |
| ------------------ | ----------------- | ------------------------------------- | ------- | -------------------------- |
| General de brigadă | Ioan Muică        | 15 august 1916 - 5 septembrie 1916    |         |                            |
| General de brigadă | Dumitru Cocorăscu | 5 septembrie 1916 - 25 noiembrie 1916 |         |                            |
| Colonel            | Ernest Broșteanu  | 25 noiembrie 1916 - 28 octombrie 1918 |         |                            |

Referințe: :p. 178:p. 22:p. 38

### Comandanți ai Diviziei 12 Infanterie
| Gradul             | Numele            | Perioada                             | Imagine | În memoria istoriei pentru |
| ------------------ | ----------------- | ------------------------------------ | ------- | -------------------------- |
| General de brigadă | Traian Găiseanu   | 15 august 1916 - 24 decembrie 1916   |         |                            |
| Colonel            | Ioan Anastasiu    | 24 decembrie 1916 - 21 ianuarie 1917 |         |                            |
| General de brigadă | Traian Moșoiu     | 21 ianuarie 1917 - 22 mai 1918       |         |                            |
| General de brigadă | Nicolae Rujinschi | 22 mai 1918 - 28 octombrie 1918      |         |                            |

Referințe: :p. 178:p. 26:p. 39

### Comandanți ai Diviziei 13 Infanterie
| Gradul             | Numele                   | Perioada                               | Imagine | În memoria istoriei pentru |
| ------------------ | ------------------------ | -------------------------------------- | ------- | -------------------------- |
| General de brigadă | Alexandru Socec          | 15 august 1916 - 20 august 1916        |         |                            |
| General de brigadă | Constantin Manolescu     | 20 august 1916 - 2 septembrie 1916     |         |                            |
| General de brigadă | Ioan Oprescu             | 2 septembrie 1916 - 10 septembrie 1916 |         |                            |
| General de brigadă | Gheorghe Sănătescu       | 10 septembrie 1916 - 13 octombrie 1916 |         |                            |
| Colonel            | Henri Cihoski            | 16 octombrie 1916 - 19 noiembrie 1916  |         |                            |
| Colonel            | Dumitru Glodeanu         | 19 noiembrie 1916 - 21 noiembrie 1916  |         |                            |
| Colonel            | Ioan Popescu (Sanitarul) | 23 decembrie 1916 - 28 noiembrie 1918  |         |                            |

Referințe: :p. 178:p. 30:p. 40

### Comandanți ai Diviziei 14 Infanterie
| Gradul             | Numele              | Perioada                              | Imagine | În memoria istoriei pentru |
| ------------------ | ------------------- | ------------------------------------- | ------- | -------------------------- |
| General de brigadă | Paraschiv Vasilescu | 15 august 1916 - 20 octombrie 1916    |         |                            |
| Colonel            | Dumitru Colori      | 20 octombrie 1916 - 30 octombrie 1916 |         |                            |
| Colonel            | Grigore Bunescu     | 31 decembrie 1916 - 28 noiembrie 1918 |         |                            |

Referințe: :p. 178:p. 34:p. 40

### Comandanți ai Diviziei 15 Infanterie
| Gradul             | Numele            | Perioada                              | Imagine | În memoria istoriei pentru |
| ------------------ | ----------------- | ------------------------------------- | ------- | -------------------------- |
| General de brigadă | Eremia Grigorescu | 15 august 1916 - 30 decembrie 1916    |         |                            |
| Colonel            | Paul Angelescu    | 31 decembrie 1916 - 28 octombrie 1918 |         |                            |

Referințe: :p. 178:p. 37:p. 41

### Comandanți ai Diviziei 16 Infanterie
| Gradul             | Numele                 | Perioada                             | Imagine | În memoria istoriei pentru |
| ------------------ | ---------------------- | ------------------------------------ | ------- | -------------------------- |
| General de brigadă | Constantin Anastasiade | 15 august 1916 - 14 octombrie 1916   |         |                            |
| General de brigadă | Constantin Costescu    | 14 octombrie 1916 - 2 noiembrie 1916 |         |                            |
| Colonel            | Ioan Ghinescu          | 2 noiembrie 1916 - 15 decembrie 1916 |         |                            |
| General de brigadă | Ștefan Ștefănescu      | 26 ianuarie 1918 - 15 mai 1918       |         |                            |

Referințe: :p. 178:p. 38

### Comandanți ai Diviziei 17 Infanterie
| Gradul             | Numele                | Perioada                             | Imagine | În memoria istoriei pentru |
| ------------------ | --------------------- | ------------------------------------ | ------- | -------------------------- |
| General de brigadă | Constantin Teodorescu | 15 august 1916 - 24 august 1916      |         |                            |
| Colonel            | Constantin Neculcea   | 1 noiembrie 1916 - 14 decembrie 1916 |         |                            |

Referințe: :p. 179:p. 39

### Comandanți ai Diviziei 18 Infanterie
| Gradul             | Numele                | Perioada                           | Imagine | În memoria istoriei pentru |
| ------------------ | --------------------- | ---------------------------------- | ------- | -------------------------- |
| General de brigadă | Alexandru Referendaru | 15 august 1916 - 16 noiembrie 1916 |         |                            |

Referințe: :p. 179:p. 39

### Comandanți ai Diviziei 19 Infanterie
| Gradul             | Numele                  | Perioada                           | Imagine | În memoria istoriei pentru |
| ------------------ | ----------------------- | ---------------------------------- | ------- | -------------------------- |
| General de brigadă | Nicolae Arghirescu      | 15 august 1916 - 25 august 1916    |         |                            |
| General de brigadă | Constantin Scărișoreanu | 25 august 1916 - 13 octombrie 1916 |         |                            |

Referințe: :p. 179:p. 41

### Comandanți ai Diviziei 20 Infanterie
| Gradul             | Numele            | Perioada                            | Imagine | În memoria istoriei pentru |
| ------------------ | ----------------- | ----------------------------------- | ------- | -------------------------- |
| General de brigadă | David Praporgescu | 15 august 1916 - 15 septembrie 1916 |         |                            |

Referințe: :p. 179:p. 42

### Comandanți ai Diviziei 21 Infanterie
| Gradul             | Numele          | Perioada                             | Imagine | În memoria istoriei pentru |
| ------------------ | --------------- | ------------------------------------ | ------- | -------------------------- |
| General de brigadă | Aristide Razu   | 25 august 1916 - 30 august 1916      |         |                            |
| General de brigadă | Nicolae Petala  | 31 august 1916 - 3 septembrie 1916   |         |                            |
| General de brigadă | Dimitrie Lambru | 3 septembrie 1916 - 7 decembrie 1916 |         |                            |

Referințe: :p. 179

### Comandanți ai Diviziei 22 Infanterie
| Gradul             | Numele         | Perioada                          | Imagine | În memoria istoriei pentru |
| ------------------ | -------------- | --------------------------------- | ------- | -------------------------- |
| General de brigadă | Nicolae Petala | 25 august 1916 - 30 august 1916   |         |                            |
| General de brigadă | Aristide Razu  | 31 august 1916 - 8 decembrie 1916 |         |                            |

Referințe: :p. 180

### Comandanți ai Diviziei 23 Infanterie
| Gradul             | Numele        | Perioada                             | Imagine | În memoria istoriei pentru |
| ------------------ | ------------- | ------------------------------------ | ------- | -------------------------- |
| General de brigadă | Matei Castriș | 25 august 1916 - 9 septembrie 1916   |         |                            |
| Colonel            | Traian Moșoiu | 9 septembrie 1916 - 8 decembrie 1916 |         |                            |

Referințe: :p. 180

### Comandanți ai Diviziei 1 Vânători
| Gradul             | Numele         | Perioada                       | Imagine | În memoria istoriei pentru |
| ------------------ | -------------- | ------------------------------ | ------- | -------------------------- |
| General de brigadă | Ioan Rășcanu   | 1 ianuarie 1918 - 1 mai 1918   |         |                            |
| General de brigadă | Aristide Lecca | 28 octombrie 1918 - 1 mai 1920 |         |                            |

Referințe: :p. 180

### Comandanți ai Diviziei 2 Vânători
| Gradul             | Numele          | Perioada                          | Imagine | În memoria istoriei pentru |
| ------------------ | --------------- | --------------------------------- | ------- | -------------------------- |
| General de brigadă | Aristide Lecca  | 1 ianuarie 1918 - 1 mai 1918      |         |                            |
| General de brigadă | Gheorghe Dabija | 28 octombrie 1918 - 3 august 1919 |         |                            |

Referințe: :p. 180

## Comandanți de divizii de cavalerie

### Comandanți ai Diviziei 1 Cavalerie
| Gradul             | Numele               | Perioada                               | Imagine | În memoria istoriei pentru |
| ------------------ | -------------------- | -------------------------------------- | ------- | -------------------------- |
| General de brigadă | Ioan Herescu         | 15 august 1916 - 24 septembrie 1916    |         |                            |
| General de brigadă | Nicolae Botea        | 25 septembrie 1916 - 17 noiembrie 1916 |         |                            |
| Colonel            | Gheorghe Rusescu     | 18 noiembrie 1916 - 22 decembrie 1916  |         |                            |
| Colonel            | Mihail Schina        | 23 decembrie 1916 - 1 iulie 1919       |         |                            |
| General de brigadă | Romulus Scărișoreanu | 1 iulie 1919 - 1 mai 1920              |         |                            |

Referințe: :p. 180:p. 14:p. 41

### Comandanți ai Diviziei 2 Cavalerie
| Gradul             | Numele                  | Perioada                              | Imagine | În memoria istoriei pentru |
| ------------------ | ----------------------- | ------------------------------------- | ------- | -------------------------- |
| General de brigadă | Grigore Basarabescu     | 15 august 1916 - 28 septembrie 1916   |         |                            |
| General de brigadă | Nicolae Sinescu         | 29 septembrie 1916 - 15 ianuarie 1917 |         |                            |
| General de brigadă | Petre Greceanu          | 16 ianuarie 1917 - 10 aprilie 1918    |         |                            |
| General de brigadă | Alexandru Constantinidi | 10 aprilie 1918 - 1 mai 1920          |         |                            |

Referințe: :p. 180:p. 15:p. 42